# Richard Linsert
Richard Christian Carl Linsert (Berlino, 17 novembre 1899 – Berlino, 3 febbraio 1933) è stato uno psicologo e sessuologo tedesco.

## Biografia
Figlio di un corrispondente commerciale, nacque nel quartiere Wedding di Berlino. Crebbe a Monaco di Baviera dove completò una formazione commerciale.
Divenne membro del Partito Comunista di Germania (KPD). Inoltre fu politicamente attivo nel Rotfrontkämpferbund e nel servizio segreto clandestino del KPD, l'Antimilitärischer Apparat.
All'età di 22 anni si impegnò a Monaco di Baviera per la fondazione di un'associazione omosessuale, una sezione locale del Deutschen Freundschaftsverbands - Bund für Menschenrecht (Associazione Tedesca per l’Amicizia – Lega per i Diritti Umani). Tuttavia fallì a causa dell’atteggiamento restrittivo delle autorità bavaresi autoritarie.
A Monaco di Baviera conobbe Kurt Hiller, che gli procurò un impiego come segretario assistente presso il Wissenschaftlich-humanitären Komitee (Comitato Scientifico Umanitario) diretto da Magnus Hirschfeld.
Dal 1926 divenne segretario del Wissenschaftlich-humanitären Komitee. Divenne esperto in temi di sessuologia e collaborò alla stesura del controprogetto al Entwurf des Sexualstrafrechts (Progetto di legge sul diritto penale sessuale) del 1927.
Nel dicembre 1929 lasciò il Wissenschaftlich-humanitären Komitee e fondò, insieme ai medici Max Hodann, Bernd Götz e al giurista Fritz Flato, l'Archiv für Sexualwissenschaft (Archivio per la Sessualità), che tuttavia ebbe scarsa risonanza. Nondimeno, nel 1929 e 1930 scrisse ancora con Magnus Hirschfeld dei libri sulla contraccezione e sugli afrodisiaci. Inoltre pubblicò nel 1929 una raccolta sulla prostituzione maschile. Sempre nel 1929. Nel 1929, il merito di un primo passo verso l’abolizione del Paragrafo 175 si deve presumibilmente "al suo lavoro di convincimento, grazie al quale il KPD fece propri gli obiettivi politico-sessuali del WhK e riuscì a farli valere nella commissione per la legislazione penale del Reichstag".
Nel 1931 pubblicò una monografia dal titolo Kabale und Liebe. Il suo compagno di vita fu considerato essere Peter Limann, il secondo segretario del Wissenschaftlich-humanitären Komitee. Morì nel febbraio 1933 a causa di una polmonite trascurata presso l'ospedale Stubenrauch di Berlino-Lichterfelde.